# Christmas vs. the Walters
Christmas vs. the Walters es una película de comedia navideña independiente estadounidense de 2021 dirigida por Peter D'Amato y protagonizada por Shawnee Smith y Bruce Dern.

## Reparto
- Shawnee Smith como Diane Walters
- Dean Winters como Brian, el marido de Diana
- Chris Elliott
- Bruce Dern
- Caroline Aaron como La madre de Diane
- Betsy Beutler como Kate, la hermana de Diane
- Paris Bravo
- Nate Torrence como Shelly, némesis de Diana
- Jack McGee
- Richard Thomas
- John Farley
- Christopher Brian Roach
- Jaime Zevallos
- Joseph D'Onofrio
- Sal Rendino
- Carrie Kim
- Kresh Novakovic
- Al Linea
- Myles Clohessy
- Gianni Ciardiello
- Christopher Riley
- Tyler Simmons
- Jaxon D'Amato
- Julie Stackhouse
- Kenishia Green
- Tony Ferro
- Christine James Walker

## Lanzamiento
En julio de 2021, Safier Entertainment adquirió los derechos de distribución mundial de la película, que se estrenó en cines el 5 de noviembre de 2021.  También se lanzará a través de VOD el 26 de noviembre de 2021.
1. ↑  N’Duka, Amanda (28 de enero de 2021). «Shawnee Smith, Bruce Dern Star In ‘Christmas vs The Walters’ Indie». Deadline Hollywood. Consultado el 5 de marzo de 2021.
2. ↑  «Bruce Dern and Shawnee Smith in Christmas vs. The Walters». Contactmusic.com. 1 de febrero de 2021. Consultado el 5 de marzo de 2021.
3. ↑  Bastos, Margarida (27 de septiembre de 2021). «'Christmas vs. The Walters' Trailer Promises a Dysfunctional Family Comedy». Collider. Consultado el 23 de octubre de 2021.